# Jacqueline Solís
Jacqueline Arleny Solís-Gutiérrez, född 22 december 1988, är en guatemalansk judoutövare.

## Karriär
Vid olympiska sommarspelen 2024 i Paris blev Solís utslagen i sextondelsfinalen i 48 kg-klassen av sydafrikanska Geronay Whitebooi.